# محمد الحمادي (لاعب كرة قدم مواليد 1997)
محمد الحمادي (مواليد 11 مايو 1997) لاعب كرة قدم إماراتي يجيد اللعب في الهجوم مع نادي البطائح في دوري الخليج العربي الإماراتي .
مثل سابقاً نادي الوحدة و أعير إلى نادي بني ياس في عام 2019 و انتقل إلى نادي بني ياس في صيف 2020 و انتقل إلى نادي البطائح في عام 2023.

## روابط خارجية
- محمد الحمادي على موقع Soccerway.com (الإنجليزية)